# Садвакасов Джанайдар Садвакасович
Джанайдар Садвакасович Садвакасов (Садвокасов) (1898, кочів'я Сари-Су Пржевальського повіту Семиріченської області, тепер Жанааркинського району Карагандинської області, Казахстан — розстріляний 25 лютого 1938, місто Алма-Ата, тепер Алмати, Казахстан) — радянський казахський діяч, 1-й заступник голови Ради народних комісарів Казахської РСР, 1-й секретар Алма-Атинського обласного і міського комітетів КП(б) Казахстану.

## Життєпис
Народився в родині скотаря-бідняка. У вересні 1913 — травні 1915 року — учень парафіяльного училища в Акмолінську, у вересні 1915 — травні 1916 року — учень вищого початкового училища в Акмолінську, закінчив один клас. З вересня 1917 по 1919 рік навчався в гімназії Чумакіна в місті Омську, закінчив шість класів гімназії. У 1919 році керував підпільною організацією Демократичної ради казахської молоді в Омську. 
У червні 1919 — серпні 1920 року — голова виконавчого комітету Чуйської волосної ради Акмолінського повіту Акмолінської губернії. У 1920 році вступив до комсомолу.
Член РКП(б) з вересня 1920 року.
З вересня по листопад 1920 року — інструктор мусульманської секції Акмолінського повітового комітету РКП(б).
З листопада 1920 по січень 1921 року — завідувач політпросвітвідділу Акмолінського повітового віділу народної освіти.
У січні 1921 — березні 1922 року — відповідальний секретар виконавчого комітету Акмолінської повітової ради і уповноважений політбюро ДПУ в Акмолінському повіті.
У березні — травні 1922 року — відповідальний секретар виконавчого комітету Акмолінської губернської ради в місті Петропавловську.
З травня по серпень 1922 року — голова Черлацького повітового революційного комітету Акмолінської губернії.
У серпні — вересні 1922 року — відповідальний секретар виконавчого комітету Акмолінської губернської ради.
У жовтні 1922 — вересні 1924 року — відповідальний секретар Центрального виконавчого комітету Киргизької АРСР у місті Оренбурзі. Одночасно — голова Центральної комісії при ЦВК Киргизької АРСР з перекладу діловодства казахською мовою.
З вересня 1924 по травень 1925 року — голова Адаївського повітового революційного комітету в форті Олексадрівський Казакської АРСР.
У червні 1925 — грудні 1926 року — заступник народного комісара фінансів Казакської АРСР у місті Кзил-Орді.
У грудні 1926 — січні 1928 року — голова виконавчого комітету Сирдар'їнської губернської ради в місті Чимкенті.
17 січня 1928 — грудень 1929 року — народний комісар юстиції та прокурор Казакської АРСР.
У грудні 1929 — липні 1933 року — завідувач відділу агітації, пропаганди і друку Казакського крайового комітету ВКП(б); завідувач відділу культурно-просвітницької роботи Казакського крайового комітету ВКП(б). Одночасно редактор газети «Єңбекші қазақ».
У липні 1933 — лютому 1934 року — секретар із транспорту Казакського крайового комітету ВКП(б).
У лютому 1934 — вересні 1936 року — завідувач радянсько-торговельного відділу Казакського крайового комітету ВКП(б).
У вересні 1936 — квітні 1937 року — 1-й заступник голови Ради народних комісарів Казахської РСР.
У квітні — 16 серпня 1937 року — 1-й секретар Алма-Атинського обласного і міського комітетів КП(б) Казахстану. Одночасно, з 23 липня 1937 року входив до складу особливої трійки УНКВС по Алма-Атинській області та брав активну участь у сталінських репресіях.
У серпні — 17 вересня 1937 року — заступник народного комісара легкої промисловості Казахської РСР.
17 вересня 1937 року заарештований УДБ УНКВС Казахської РСР. 19 вересня 1937 року виключений із партії «як ворог народу». 25 лютого 1938 року засуджений до страти, того ж дня розстріляний в Алма-Аті.
Посмертно реабілітований 16 квітня 1957 року.